# Carl Medjani
Carl Medjani (Lione, 15 maggio 1985) è un ex calciatore algerino con cittadinanza francese, di ruolo difensore.

## Biografia
È nato in Francia da padre algerino e madre francese. È il cugino di Romain Heinrich, bobbista francese di livello internazionale.

## Carriera

### Club
Cresciuto nel St-Étienne, emigrò presto in Inghilterra, al Liverpool. Successivamente venne prestato al Lorient e poi, nonostante il successo al Torneo di Tolone dell'estate 2005, al Metz: la squadra retrocedette, così tornò nell'estate 2006 al Lorient, in Ligue 1, stavolta inserito in prima squadra. Nel luglio 2007 venne prestato all'Ajaccio, in Ligue 2, dove diventò titolare. Il 31 gennaio 2013, dopo sei stagioni in Corsica, passa al Monaco di Ranieri.
Nel luglio 2013 il giocatore passa in prestito all'Olympiakos Pireo, restando fino al gennaio del 2014, quando ritorna al Monaco per essere rigirato in prestito al Valenciennes.
A fine stagione rescinde il suo contratto con il club del principato e si accasa presso i turchi del Trabzonspor. 
Il 3 febbraio 2016 si trasferisce al Levante. Il 25 luglio 2016 viene acquistato a titolo definitivo dal Leganés.

### Nazionale
Capitano dell'Under-21 francese al Torneo di Tolone del 2006, scelse, in virtù delle sue origini algerine, di giocare per l'Algeria. Il 4 maggio 2010, Rabah Saâdane l'ha annunciato nella liste dei 25 giocatori partecipanti allo stage in Svizzera, a Crans Montana, in previsione della Coppa del Mondo 2010.

## Statistiche

### Presenze e reti nei club
Statistiche aggiornate al 16 maggio 2019.
| Stagione           | Squadra            | Campionato         | Campionato | Campionato | Coppe Nazionali | Coppe Nazionali | Coppe Nazionali | Coppe continentali | Coppe continentali | Coppe continentali | Altre coppe | Altre coppe | Altre coppe | Totale | Totale |
| Stagione           | Squadra            | Comp               | Pres       | Reti       | Comp            | Pres            | Reti            | Comp               | Pres               | Reti               | Comp        | Pres        | Reti        | Pres   | Reti   |
| ------------------ | ------------------ | ------------------ | ---------- | ---------- | --------------- | --------------- | --------------- | ------------------ | ------------------ | ------------------ | ----------- | ----------- | ----------- | ------ | ------ |
| 2003-2004          | Liverpool          | PL                 | 0          | 0          | FACup+CdL       | 0               | 0               | CU                 | 0                  | 0                  | -           | 0           | 0           | 0      | 0      |
| 2004-2005          | Lorient            | L2                 | 25         | 0          | CF+CdL          | 0               | 0               | -                  | -                  | -                  | -           | -           | -           | 25     | 0      |
| 2005-2006          | Metz               | L1                 | 23         | 0          | CF+CdL          | 2+0             | 0               | -                  | -                  | -                  | -           | -           | -           | 25     | 0      |
| 2006-2007          | Lorient            | L1                 | 9          | 0          | CF+CdL          | 1+0             | 0               | -                  | -                  | -                  | -           | -           | -           | 10     | 0      |
| Totale Lorient     | Totale Lorient     | Totale Lorient     | 34         | 0          |                 | 1               | 0               |                    | -                  | -                  |             | -           | -           | 35     | 0      |
| 2007-2008          | Ajaccio            | L2                 | 35         | 1          | CF+CdL          | 0+1             | 0               | -                  | -                  | -                  | -           | -           | -           | 36     | 1      |
| 2008-2009          | Ajaccio            | L2                 | 33         | 1          | CF+CdL          | 3+1             | 0+1             | -                  | -                  | -                  | -           | -           | -           | 37     | 2      |
| 2009-2010          | Ajaccio            | L2                 | 31         | 1          | CF+CdL          | 2+1             | 0               | -                  | -                  | -                  | -           | -           | -           | 34     | 1      |
| 2010-2011          | Ajaccio            | L2                 | 31         | 2          | CF+CdL          | 0+4             | 0               | -                  | -                  | -                  | -           | -           | -           | 35     | 2      |
| 2011-2012          | Ajaccio            | L1                 | 35         | 2          | CF+CdL          | 2+0             | 0               | -                  | -                  | -                  | -           | -           | -           | 37     | 2      |
| 2012-gen. 2013     | Ajaccio            | L1                 | 19         | 1          | CF+CdL          | 0+1             | 0               | -                  | -                  | -                  | -           | -           | -           | 20     | 1      |
| Totale Ajaccio     | Totale Ajaccio     | Totale Ajaccio     | 184        | 8          |                 | 15              | 1               |                    | -                  | -                  |             | -           | -           | 199    | 9      |
| gen.-giu. 2013     | Monaco             | L2                 | 15         | 0          | CF+CdL          | 0               | 0               | -                  | -                  | -                  | -           | -           | -           | 15     | 0      |
| 2013-gen. 2014     | Olympiakos         | SLE                | 4          | 0          | CG              | 2               | 0               | UCL                | 2                  | 0                  | -           | -           | -           | 8      | 0      |
| gen.-giu. 2014     | Valenciennes       | L1                 | 16         | 1          | CF+CdL          | 0               | 0               | -                  | -                  | -                  | -           | -           | -           | 16     | 1      |
| 2014-2015          | Trabzonspor        | SL                 | 30         | 7          | TK              | 3               | 0               | UEL                | 9                  | 1                  | -           | -           | -           | 42     | 8      |
| 2015-feb. 2016     | Trabzonspor        | SL                 | 8          | 1          | TK              | 0               | 0               | UEL                | 4                  | 0                  | -           | -           | -           | 12     | 1      |
| feb.-giu. 2016     | Levante            | PD                 | 14         | 1          | CR              | 0               | 0               | -                  | -                  | -                  | -           | -           | -           | 14     | 1      |
| 2016-gen.2017      | Leganés            | PD                 | 8          | 0          | CR              | 2               | 0               | -                  | -                  | -                  | -           | -           | -           | 10     | 0      |
| gen.-giu.2017      | Trabzonspor        | SL                 | 13         | 0          | TK              | 2               | 0               | -                  | -                  | -                  | -           | -           | -           | 15     | 0      |
| Totale Trabzonspor | Totale Trabzonspor | Totale Trabzonspor | 51         | 8          |                 | 5               | 0               |                    | 13                 | 1                  |             | -           | -           | 69     | 9      |
| 2017-2018          | Sivasspor          | SL                 | 22         | 0          | TK              | 1               | 0               | -                  | -                  | -                  | -           | -           | -           | 23     | 0      |
| 2018-gen.2019      | Sivasspor          | SL                 | 15         | 0          | TK              | 1               | 0               | -                  | -                  | -                  | -           | -           | -           | 16     | 0      |
| Totale Sivasspor   | Totale Sivasspor   | Totale Sivasspor   | 37         | 0          |                 | 2               | 0               |                    | -                  | -                  |             | -           | -           | 39     | 0      |
| gen.-giu 2019      | Ohod Club          | SPL                | 15         | 3          | KCC             | 0               | 0               | -                  | -                  | -                  | -           | -           | -           | 15     | 3      |
| Totale carriera    | Totale carriera    | Totale carriera    | 401        | 21         |                 | 29              | 1               |                    | 15                 | 1                  |             |             |             | 445    | 23     |

### Cronologia presenze e reti in nazionale
| Cronologia completa delle presenze e delle reti in nazionale ― Algeria | Cronologia completa delle presenze e delle reti in nazionale ― Algeria | Cronologia completa delle presenze e delle reti in nazionale ― Algeria | Cronologia completa delle presenze e delle reti in nazionale ― Algeria | Cronologia completa delle presenze e delle reti in nazionale ― Algeria | Cronologia completa delle presenze e delle reti in nazionale ― Algeria | Cronologia completa delle presenze e delle reti in nazionale ― Algeria | Cronologia completa delle presenze e delle reti in nazionale ― Algeria |
| Data                                                                   | Città                                                                  | In casa                                                                | Risultato                                                              | Ospiti                                                                 | Competizione                                                           | Reti                                                                   | Note                                                                   |
| ---------------------------------------------------------------------- | ---------------------------------------------------------------------- | ---------------------------------------------------------------------- | ---------------------------------------------------------------------- | ---------------------------------------------------------------------- | ---------------------------------------------------------------------- | ---------------------------------------------------------------------- | ---------------------------------------------------------------------- |
| 11-8-2010                                                              | Algeri                                                                 | Algeria                                                                | 1 – 2                                                                  | Gabon                                                                  | Amichevole                                                             | -                                                                      |                                                                        |
| 3-9-2010                                                               | Blida                                                                  | Algeria                                                                | 1 – 1                                                                  | Tanzania                                                               | Qual. Coppa d'Africa 2012                                              | -                                                                      | 51’                                                                    |
| 10-10-2010                                                             | Bangui                                                                 | Rep. Centrafricana                                                     | 2 – 0                                                                  | Algeria                                                                | Qual. Coppa d'Africa 2012                                              | -                                                                      |                                                                        |
| 17-11-2010                                                             | Lussemburgo                                                            | Lussemburgo                                                            | 0 – 0                                                                  | Algeria                                                                | Amichevole                                                             | -                                                                      |                                                                        |
| 27-3-2011                                                              | Annaba                                                                 | Algeria                                                                | 1 – 0                                                                  | Marocco                                                                | Qual. Coppa d'Africa 2012                                              | -                                                                      | 70’                                                                    |
| 3-9-2011                                                               | Dar es Salaam                                                          | Tanzania                                                               | 1 – 1                                                                  | Algeria                                                                | Qual. Coppa d'Africa 2012                                              | -                                                                      | 56’                                                                    |
| 12-11-2011                                                             | Blida                                                                  | Algeria                                                                | 1 – 0                                                                  | Tunisia                                                                | Amichevole                                                             | -                                                                      |                                                                        |
| 26-5-2012                                                              | Blida                                                                  | Algeria                                                                | 3 – 0                                                                  | Niger                                                                  | Amichevole                                                             | -                                                                      |                                                                        |
| 2-6-2012                                                               | Blida                                                                  | Algeria                                                                | 4 – 0                                                                  | Ruanda                                                                 | Qual. Mondiali 2014                                                    | -                                                                      |                                                                        |
| 10-6-2012                                                              | Ouagadougou                                                            | Mali                                                                   | 2 – 1                                                                  | Algeria                                                                | Qual. Mondiali 2014                                                    | -                                                                      |                                                                        |
| 15-6-2012                                                              | Blida                                                                  | Algeria                                                                | 4 – 1                                                                  | Gambia                                                                 | Qual. Coppa d'Africa 2013                                              | -                                                                      |                                                                        |
| 9-9-2012                                                               | Casablanca                                                             | Libia                                                                  | 0 – 1                                                                  | Algeria                                                                | Qual. Coppa d'Africa 2013                                              | -                                                                      |                                                                        |
| 14-10-2012                                                             | Blida                                                                  | Algeria                                                                | 2 – 0                                                                  | Libia                                                                  | Qual. Coppa d'Africa 2013                                              | -                                                                      |                                                                        |
| 14-11-2012                                                             | Blida                                                                  | Algeria                                                                | 0 – 1                                                                  | Bosnia ed Erzegovina                                                   | Qual. Coppa d'Africa 2013                                              | -                                                                      |                                                                        |
| 12-1-2013                                                              | Johannesburg                                                           | Sudafrica                                                              | 0 – 0                                                                  | Algeria                                                                | Amichevole                                                             | -                                                                      | Cap.                                                                   |
| 22-1-2013                                                              | Rustenburg                                                             | Tunisia                                                                | 1 – 0                                                                  | Algeria                                                                | Coppa d'Africa 2013 - 1º turno                                         | -                                                                      |                                                                        |
| 26-3-2013                                                              | Blida                                                                  | Algeria                                                                | 3 – 1                                                                  | Benin                                                                  | Qual. Mondiali 2014                                                    | -                                                                      | Cap.                                                                   |
| 2-6-2013                                                               | Blida                                                                  | Algeria                                                                | 2 – 0                                                                  | Burkina Faso                                                           | Amichevole                                                             | -                                                                      |                                                                        |
| 9-6-2013                                                               | Porto-Novo                                                             | Benin                                                                  | 1 – 3                                                                  | Algeria                                                                | Qual. Mondiali 2014                                                    | -                                                                      |                                                                        |
| 16-6-2013                                                              | Kigali                                                                 | Ruanda                                                                 | 0 – 1                                                                  | Algeria                                                                | Qual. Mondiali 2014                                                    | -                                                                      |                                                                        |
| 14-8-2013                                                              | Blida                                                                  | Algeria                                                                | 2 – 2                                                                  | Guinea                                                                 | Amichevole                                                             | -                                                                      | 65’                                                                    |
| 10-9-2013                                                              | Blida                                                                  | Algeria                                                                | 1 – 0                                                                  | Mali                                                                   | Qual. Mondiali 2014                                                    | -                                                                      |                                                                        |
| 12-10-2013                                                             | Ouagadougou                                                            | Burkina Faso                                                           | 3 – 2                                                                  | Algeria                                                                | Qual. Mondiali 2014                                                    | 1                                                                      |                                                                        |
| 19-11-2013                                                             | Blida                                                                  | Algeria                                                                | 1 – 0                                                                  | Burkina Faso                                                           | Qual. Mondiali 2014                                                    | -                                                                      |                                                                        |
| 31-5-2014                                                              | Sion                                                                   | Algeria                                                                | 3 – 1                                                                  | Armenia                                                                | Amichevole                                                             | -                                                                      | 62’                                                                    |
| 4-6-2014                                                               | Ginevra                                                                | Algeria                                                                | 2 – 1                                                                  | Romania                                                                | Amichevole                                                             | -                                                                      | 76’                                                                    |
| 17-6-2014                                                              | Belo Horizonte                                                         | Belgio                                                                 | 2 – 1                                                                  | Algeria                                                                | Mondiali 2014 - 1º turno                                               | -                                                                      | 84’                                                                    |
| 22-6-2014                                                              | Porto Alegre                                                           | Corea del Sud                                                          | 2 – 4                                                                  | Algeria                                                                | Mondiali 2014 - 1º turno                                               | -                                                                      |                                                                        |
| 26-6-2014                                                              | Curitiba                                                               | Algeria                                                                | 1 – 1                                                                  | Russia                                                                 | Mondiali 2014 - 1º turno                                               | -                                                                      |                                                                        |
| 6-9-2014                                                               | Addis Abeba                                                            | Etiopia                                                                | 1 – 2                                                                  | Algeria                                                                | Qual. Coppa d'Africa 2015                                              | -                                                                      |                                                                        |
| 10-9-2014                                                              | Blida                                                                  | Algeria                                                                | 1 – 0                                                                  | Mali                                                                   | Qual. Coppa d'Africa 2015                                              | 1                                                                      |                                                                        |
| 11-10-2014                                                             | Blantyre                                                               | Malawi                                                                 | 0 – 2                                                                  | Algeria                                                                | Qual. Coppa d'Africa 2015                                              | -                                                                      |                                                                        |
| 15-10-2014                                                             | Blida                                                                  | Algeria                                                                | 3 – 0                                                                  | Malawi                                                                 | Qual. Coppa d'Africa 2015                                              | -                                                                      |                                                                        |
| 15-11-2014                                                             | Blida                                                                  | Algeria                                                                | 3 – 1                                                                  | Etiopia                                                                | Qual. Coppa d'Africa 2015                                              | -                                                                      |                                                                        |
| 19-11-2014                                                             | Bamako                                                                 | Mali                                                                   | 2 – 0                                                                  | Algeria                                                                | Qual. Coppa d'Africa 2015                                              | -                                                                      |                                                                        |
| 11-1-2015                                                              | Radès                                                                  | Tunisia                                                                | 1 – 1                                                                  | Algeria                                                                | Amichevole                                                             | -                                                                      |                                                                        |
| 19-1-2015                                                              | Mongomo                                                                | Algeria                                                                | 3 – 1                                                                  | Sudafrica                                                              | Coppa d'Africa 2015 - 1º turno                                         | -                                                                      |                                                                        |
| 23-1-2015                                                              | Mongomo                                                                | Ghana                                                                  | 1 – 0                                                                  | Algeria                                                                | Coppa d'Africa 2015 - 1º turno                                         | -                                                                      |                                                                        |
| 27-1-2015                                                              | Malabo                                                                 | Senegal                                                                | 0 – 2                                                                  | Algeria                                                                | Coppa d'Africa 2015 - 1º turno                                         | -                                                                      |                                                                        |
| 1-2-2015                                                               | Malabo                                                                 | Costa d'Avorio                                                         | 3 – 1                                                                  | Algeria                                                                | Coppa d'Africa 2015 - Quarti di finale                                 | -                                                                      |                                                                        |
| 26-3-2015                                                              | Doha                                                                   | Qatar                                                                  | 1 – 0                                                                  | Algeria                                                                | Amichevole                                                             | -                                                                      | Cap.                                                                   |
| 30-3-2015                                                              | Doha                                                                   | Oman                                                                   | 1 – 4                                                                  | Algeria                                                                | Amichevole                                                             | -                                                                      | 83’                                                                    |
| 13-6-2015                                                              | Blida                                                                  | Algeria                                                                | 4 – 0                                                                  | Seychelles                                                             | Qual. Coppa d'Africa 2017                                              | -                                                                      | Cap.                                                                   |
| 6-9-2015                                                               | Maseru                                                                 | Lesotho                                                                | 1 – 3                                                                  | Algeria                                                                | Qual. Coppa d'Africa 2017                                              | -                                                                      | Cap.                                                                   |
| 9-10-2015                                                              | Algeri                                                                 | Algeria                                                                | 1 – 2                                                                  | Guinea                                                                 | Amichevole                                                             | -                                                                      |                                                                        |
| 13-10-2015                                                             | Algeri                                                                 | Algeria                                                                | 1 – 0                                                                  | Senegal                                                                | Amichevole                                                             | -                                                                      |                                                                        |
| 14-11-2015                                                             | Dar es Salaam                                                          | Tanzania                                                               | 2 – 2                                                                  | Algeria                                                                | Qual. Mondiali 2018                                                    | -                                                                      | Cap.                                                                   |
| 17-11-2015                                                             | Blida                                                                  | Algeria                                                                | 7 – 0                                                                  | Tanzania                                                               | Qual. Mondiali 2018                                                    | 1                                                                      | 63’                                                                    |
| 25-3-2016                                                              | Blida                                                                  | Algeria                                                                | 7 – 1                                                                  | Etiopia                                                                | Qual. Coppa d'Africa 2017                                              | -                                                                      | Cap.                                                                   |
| 29-3-2016                                                              | Addis Abeba                                                            | Etiopia                                                                | 3 – 3                                                                  | Algeria                                                                | Qual. Coppa d'Africa 2017                                              | -                                                                      | Cap.                                                                   |
| 2-6-2016                                                               | Roche Caiman                                                           | Seychelles                                                             | 0 – 2                                                                  | Algeria                                                                | Qual. Coppa d'Africa 2017                                              | -                                                                      | Cap.                                                                   |
| 4-9-2016                                                               | Blida                                                                  | Algeria                                                                | 6 – 0                                                                  | Lesotho                                                                | Qual. Coppa d'Africa 2017                                              | -                                                                      | Cap.                                                                   |
| 9-10-2016                                                              | Blida                                                                  | Algeria                                                                | 1 – 1                                                                  | Camerun                                                                | Qual. Mondiali 2018                                                    | -                                                                      | Cap.                                                                   |
| 12-11-2016                                                             | Uyo                                                                    | Nigeria                                                                | 3 – 1                                                                  | Algeria                                                                | Qual. Mondiali 2018                                                    | -                                                                      | Cap. 71’                                                               |
| 6-6-2017                                                               | Blida                                                                  | Algeria                                                                | 2 – 1                                                                  | Guinea                                                                 | Amichevole                                                             | -                                                                      | 60’                                                                    |
| 11-6-2017                                                              | Blida                                                                  | Algeria                                                                | 1 – 0                                                                  | Togo                                                                   | Qual. Coppa d'Africa 2019                                              | -                                                                      | 80’                                                                    |
| 10-11-2017                                                             | Costantina                                                             | Algeria                                                                | 3 – 0 tav                                                              | Nigeria                                                                | Qual. Mondiali 2018                                                    | -                                                                      |                                                                        |
| 14-11-2017                                                             | Algeri                                                                 | Algeria                                                                | 3 – 0                                                                  | Rep. Centrafricana                                                     | Amichevole                                                             | -                                                                      | 61’                                                                    |
| 22-3-2018                                                              | Algeri                                                                 | Algeria                                                                | 4 – 1                                                                  | Tanzania                                                               | Amichevole                                                             | 1                                                                      | Cap.                                                                   |
| 27-3-2018                                                              | Graz                                                                   | Iran                                                                   | 2 – 1                                                                  | Algeria                                                                | Amichevole                                                             | -                                                                      | 63’                                                                    |
| 1-6-2018                                                               | Algeri                                                                 | Algeria                                                                | 2 – 3                                                                  | Capo Verde                                                             | Amichevole                                                             | -                                                                      | 82’                                                                    |
| 7-6-2018                                                               | Lisbona                                                                | Portogallo                                                             | 3 – 0                                                                  | Algeria                                                                | Amichevole                                                             | -                                                                      | 71’                                                                    |
| Totale                                                                 |                                                                        | Presenze                                                               | 62                                                                     |                                                                        | Reti                                                                   | 4                                                                      |                                                                        |

## Palmarès

### Nazionale
- Bora Ozturk Cup: 1

2000
- Torneo di Montaigu: 1

2001
- Torneo di Tolone: 2

2005, 2006

### Club
- Ligue 2: 1

AS Monaco: 2012-2013